# Levent Çolak
Levent Çolak, tuški general, * 1961, Iskenderun.

## Življenjepis
Potem ko je leta 1983 z odliko končal študij na Turški vojaški akademiji in leta 1984 Osnovni tečaj pehotnih častnikov, je bil sprejet v Turško kopensko vojsko s činom drugega poročnika pehote. Sprva je bil poveljnika protitankovskega voda pehotne brigade v Denizliju, nato pa poveljnik voda težkega orožja v motorizirani pehotni diviziji na Severnem Cipru, poveljnik čete mehanizirane pehote v sestavi mehanizarane pehotne brigade v Karsu, poveljnik zračnoprevoznega bataljona Komandoške brigade (2001–2002) in poveljnik graničnega polka (2005–2007).
Çolak je opravljal tudi štabne dolžnosti in sicer je bil: operativni častnik brigade, načrtovalni častnik Personalnega direktorja in načelnik Konceptne pisarne za Operativnega direktorja v Generalštabu Turških oboroženih sil. V Generalštabu Turške kopenske vojske pa je bil vodja Pisarne za obrambno načrtovanje.
V okviru mednarodnih enot je bil: štabni častnik v operativni sekciji LANDSOUTH (Verona, Italija), štabni častnik za IFOR (1996–1997), obveščevalni častnik pri poveljstvu ISAF (2002–2003), operativni častnik ISAFa (2008–2009) in od 1. novembra 2009 je bil poveljnik Regionalnega poveljstva Prestolnica.